# スターゲイト アトランティス
『スターゲイト アトランティス』（英: Stargate Atlantis）は、アメリカ（撮影はカナダ）で制作され、2004年から2008年にかけて放送されていたサイエンス・フィクションテレビドラマ（海外ドラマ）。スターゲイト SG-1からのスピンオフ作品であり、謎の大陸アトランティスは他の銀河系にある都市型宇宙船という構想の元、隊員たちの活躍を描く。
全5シーズンで日本ではAXNが2006年9月から日本独占初放送している。
AXNウェブサイト等での表記は「スターゲイト：アトランティス」となっている。

## エピソードガイド

### シーズン1
エリザベス・ウィアー博士がSGCから南極のエンシェントの砦（SG-1がアヌビスを撃退する為に使用した）の調査基地に異動になり、ZPMやドローン（アヌビスの戦艦を撃沈させたオレンジ色の物体）、砦全体についてダニエル・ジャクソンやロドニー・マッケイが調査をしていた。その調査の結果、ダニエルが8番目のシェブロンを発見しアトランティスを見つけた。そして、今あるZPMを使用してSGCからペガサス銀河にダイヤルする事が可能であることが判明した。
ジャック・オニール准将がこの砦の視察に向かう為、マクマード基地でジョン・シェパード少佐の操縦する観測ヘリに乗り目指すが、その頃エンシェント砦の玉座ではエンシェントのDNAを持つ医師のカーソン・ベケットがマッケイに協力を強要されていた。渋々、マッケイの手伝いをする為に玉座に座るが、誤ってドローンをオニール達のヘリに向けてしまう。シェパードの操縦で何とかこのドローンの追跡を潜り抜け、ベケットの必死の制御によりドローンはオニールにぶつかる寸前で失速して動かなくなり、助かった。
このような手荒い出迎えを受けた2人だったが、無事に砦の最下層の玉座に辿り着く。そこで、オニールがジャクソンとマッケイの回りくどくて難しい説明を受ける間、シェパードは何も触れないようにとだけ言われて待機する事になるのだが、玉座の前で先刻のドローン攻撃の犯人を知り、玉座に興味を持つ。
シェパードは、ベケットの「軽い」説明を受け勝手に玉座に座ると、玉座が反応してしまう。そして、DNA適合の度合いがオニールを凌駕する力を持っていることが判明した。ウィアーはオニールを説得し、シェパードをアトランティス遠征チームに加えた。
そして、ZPMをSGCに持ち込み、ペガサス銀河にダイヤルする。ダイヤルは成功した。
アトランティス遠征チームは、ウィアーとマーシャル・サムナー大佐（ロバート・パトリック）を先頭に出発した。
ペガサス銀河のアトランティスに遠征隊が無事に到着すると、最後にオニールから送られたドン・ペリニヨンが現れゲイトが閉じる。
そして、都市の探検が始まる。探検隊の調査に反応して、都市が目覚め始める。しかし、長い年月を経て都市はエネルギー切れであり、海中にあった都市を保持していた最後のZPMのエネルギー残量が最低値に達していたのだ。フェイルセーフを起動した都市は浮上し始める。都市が海上に出ると、そこは何一つない大海原であった。
地球に帰るために連絡するにも、地球向けにはゲイトを開くエネルギーは不足している。ただし、ペガサス銀河内なら持ち込んだエネルギーでもゲイトを開ける。そこで、この銀河にあるであろう、新たなZPMを入手する為に冒険が始まった。しかし、この銀河内にはエンシェントがアトランティスを放棄した理由となったとてつもない脅威が待っていたのだ。
| 話数   | 日本語版題名              | 英語版題名           |
| ------ | ------------------------- | -------------------- |
| 第1話  | 発見! アトランティス 前編 | Rising (Part 1)      |
| 第2話  | 発見! アトランティス 後編 | Rising (Part 2)      |
| 第3話  | かくれんぼ                | Hide and Seek        |
| 第4話  | 残り38分                  | Thirty-Eight Minutes |
| 第5話  | スパイ疑惑                | Suspicion            |
| 第6話  | 未成年の村                | Childhoods End       |
| 第7話  | 願いの血清                | Poisoning the Well   |
| 第8話  | 豆と爆弾                  | Underground          |
| 第9話  | 懐かしの我が家            | Home                 |
| 第10話 | 大嵐 前編                 | The Storm (Part 1)   |
| 第11話 | 大嵐 後編                 | The Eye (Part 2)     |
| 第12話 | 一万年のサバイバル        | The Defiant One      |
| 第13話 | ホットゾーン              | Hot Zone             |
| 第14話 | 楽園の恋                  | Sanctuary            |
| 第15話 | 眠りにつく前に            | Before I Sleep       |
| 第16話 | 宝さがし                  | The Brotherhood      |
| 第17話 | ペガサスからの手紙        | Letters from Pegasus |
| 第18話 | 悪夢                      | The Gift             |
| 第19話 | 迫り来る危機 前編         | The Siege (Part 1)   |
| 第20話 | 迫り来る危機 後編         | The Siege (Part 2)   |

### シーズン2
レイスの攻撃を逃れたアトランティス探検隊は、応援に駆けつけた新型巡洋戦艦ダイダロスで一旦地球へ帰還。地球で中佐に昇進したシェパードや増援隊を率いるローン少佐をはじめとする人員がダイダロスでアトランティスへ向かった。アトランティスでは、レイスの酵素中毒になり脱走したフォード中尉を捜索中にランナーと呼ばれる存在を知る。それは、レイスに追跡用ビーコンを埋め込まれ常にレイスに追われている人間であった。そのランナーの一人であるロノン・デックスと出会ったシェパードは、彼の戦闘能力を買い探検隊に引き入れようとする。
カーソン・ベケットは、レイスに含まれる成分を取り出し普通の人間にする薬を開発する。シリーズ終盤は、この薬を巡りレイスが地球侵攻計画を立てる。
| 話数   | 日本語版題名        | 英語版題名             |
| ------ | ------------------- | ---------------------- |
| 第21話 | 迫り来る危機 完結編 | The Siege (Part 3)     |
| 第22話 | 侵入者              | The Intruder           |
| 第23話 | ランナー            | Runner                 |
| 第24話 | 窮屈な二重奏        | Duet                   |
| 第25話 | 流刑の島            | Condemned              |
| 第26話 | 究極のパワー        | Trinity                |
| 第27話 | 悲しき本能          | Instinct               |
| 第28話 | 爪痕                | Conversion             |
| 第29話 | 眠れるオーロラ      | Aurora                 |
| 第30話 | 迷走の果て          | The Lost Boys (Part 1) |
| 第31話 | 女王の巣            | The Hive (Part 2)      |
| 第32話 | サンクチュアリ      | Epiphany               |
| 第33話 | トラストの罠        | Critical Mass          |
| 第34話 | 深海の女神          | Grace Under Pressure   |
| 第35話 | 塔と貴族            | The Tower              |
| 第36話 | ロング・グッドバイ  | The Long Goodbye       |
| 第37話 | クーデター計画      | Coup Detat             |
| 第38話 | マイケル            | Michael                |
| 第39話 | 不機嫌なマグマ      | Inferno                |
| 第40話 | 敵の敵は味方        | Allies (Part 1)        |

### シーズン3
レイスとの戦いも激しさを増す中、シェパードらはアスランズと称するエンシェントらしき人々に出会う。彼らはアトランティスそっくりの都市を中心とする超巨大都市に住み、ZPMを自ら製造していた。しかし、彼らはエンシェントの作ったレプリケーターだった。彼らは対レイス戦用に作られたが、エンシェントの思い通りには働かず廃棄されたらしい。しかし、生き残りのアスランズの指導者はそのことから、アトランティスとエンシェントを恨んでいた。
今シーズン中盤ではアトランティスがアスランズの手に落ちてしまうが、その結果、アトランティスはシリーズ最初で水没していたものが修理される。
「共同戦線」「兄妹」「復讐」はシーズン4へと続くエピソードへとなっている。
| 話数   | 日本語版題名       | 英語版題名            |
| ------ | ------------------ | --------------------- |
| 第41話 | 出口のない戦い     | No Mans Land (Part 2) |
| 第42話 | レイス人間         | Misbegotten (Part 3)  |
| 第43話 | 愛される男         | Irresistible          |
| 第44話 | セティーダ         | Sateda                |
| 第45話 | 子孫たち           | Progeny               |
| 第46話 | 眠りの行き先       | The Real World        |
| 第47話 | 共同戦線           | Common Ground         |
| 第48話 | 兄妹               | McKay and Mrs. Miller |
| 第49話 | 幻の森             | Phantoms              |
| 第50話 | 帰還 前編          | The Return (Part 1)   |
| 第51話 | 帰還 後編          | The Return (Part 2)   |
| 第52話 | 深海からのSOS      | Echoes                |
| 第53話 | 愛される男、その後 | Irresponsible         |
| 第54話 | 超人マッケイ       | Tao of Rodney         |
| 第55話 | 国造りゲーム       | The Game              |
| 第56話 | 時の方舟           | The Ark               |
| 第57話 | 何げない日曜日     | Sunday                |
| 第58話 | 海底基地           | Submersion            |
| 第59話 | 復讐               | Vengeance             |
| 第60話 | 無謀な先制攻撃     | First Strike (Part 1) |

### シーズン4
行方不明になったアトランティスを探しにアポロが捜索を行っていた。その頃、アトランティスはZPMのエネルギーが残り少なくなっており、空気を保っているシールドを居住区画に絞っても長くは保たないことが明らかになった。一方、ウィアーは瀕死の重傷をおっていたが、彼女の体内で不活性化させられていたナナイトをマッケイがプログラムし直し利用することで、命をとりとめることに成功した。しかし、細胞の半分以上が失われていた為、半分は人間、半分はレプリケーターという状態になってしまう。その頃都市のZPMはほとんどなくなりマッケイたちはパドルジャンパーにハイパードライブを搭載した試作機を使い、アスランズからZPMを奪おうと考える。半分がレプリケーターであるウィアーがレプリケーターとリンクし、ZPMを奪う作戦は成功したものの作戦中にウィアーを失ってしまう。その結果、アトランティスの新たな司令官としてサマンサ・カーター大佐が送り込まれた。またSG-1が終了したためか地球を舞台にした話がそれまでのシーズンより増えている。レイスと共同でレプリケーターを倒す計画なども出てくる。
| 話数   | 日本語版題名       | 英語版題名               |
| ------ | ------------------ | ------------------------ |
| 第61話 | 漂流都市           | Adrift                   |
| 第62話 | ZPM強奪作戦        | Lifeline                 |
| 第63話 | 我が友             | Reunion                  |
| 第64話 | 恐怖を食べる悪魔   | Doppelganger             |
| 第65話 | 旅人               | Travelers                |
| 第66話 | 消えゆく記憶の中で | Tabula rasa              |
| 第67話 | 誰もいない村       | Missing                  |
| 第68話 | 予言者             | The Seer                 |
| 第69話 | 命の交差点         | Millers Crossing         |
| 第70話 | 2つの運命          | THIS MORTAL COIL         |
| 第71話 | 活路               | BE ALL MY SINS REMEMBERD |
| 第72話 | マザー             | SPOILS OF WAR            |
| 第73話 | 閉ざされた部屋     | QUARANTINE               |
| 第74話 | ハーモニー         | HARMONY                  |
| 第75話 | 帰郷               | OUTCAST                  |
| 第76話 | トリオ             | TRIO                     |
| 第77話 | 名コーチ           | MIDWAY                   |
| 第78話 | 呪われた力 前編    | THE KINDRED, PART 1      |
| 第79話 | 呪われた力 後編    | THE KINDRED, PART 2      |
| 第80話 | 最後の男           | THE LAST MAN             |

### シーズン5
ゲイトの接続事故から、遥か未来に送られてしまったシェパード。アトランティスは干上がった砂漠に埋もれていた。そこに現われるマッケイ。強烈な砂嵐の中、シェパードはパラレルワールドの出来事を知る。そしてマイケルのアジトの所在地、テイラ救出の重要性と残された時間が僅かである事も。
パラレルワールドのマッケイの活躍で、無事アトランティスに戻ることが出来たシェパード。急いで部隊を率いアジトに突入するも、タイミングが早すぎ、そこにはまだテイラの姿は無かった。マッケイはマイケルの情報端末から情報を探ろうと試みる。しかし罠が仕掛けられておりアジトは崩壊、生き埋めになってしまうのだった。
| 話数    | 日本語版題名         | 英語版題名              |
| ------- | -------------------- | ----------------------- |
| 第81話  | 助けを待つ命         | Search and Rescue       |
| 第82話  | 絡みつく魔物         | The Seed                |
| 第83話  | セティーダの誇り     | Broken Ties             |
| 第84話  | さまよえる戦艦       | The Daedalus Variations |
| 第85話  | 機械の中の幽霊       | Ghost in the Machine    |
| 第86話  | さよならを言うために | The Shrine              |
| 第87話  | 深い霧の向こう       | Whispers                |
| 第88話  | スーパー・クイーン   | The Queen               |
| 第89話  | 追跡者               | Tracker                 |
| 第90話  | 秘密の研究室         | First Contact           |
| 第91話  | 時を越えた兵器       | The Lost Tribe          |
| 第92話  | それぞれの正義       | Outsiders               |
| 第93話  | アトランティスの罪   | Inquisition             |
| 第94話  | 報復                 | The Prodigal            |
| 第95話  | ウールジーの選択     | Remnants                |
| 第96話  | 天才大集合           | Brain Storm             |
| 第97話  | 頼みの綱             | Infection               |
| 第98話  | 見知らぬ女           | Identity                |
| 第99話  | ラスベガス           | Vegas                   |
| 第100話 | 戦いは銀河を越えて   | Enemy at the gate       |

## スタッフ

### 日本語版制作スタッフ
- 演出 : 甲斐樹美子
- 翻訳 : 平田勝茂
- 調整 : 並木晃
- 制作 : ブロードメディア・スタジオ
- プロデューサ : 桑原弥生（ソニー・ピクチャーズ・エンタテインメント）

## キャスト

### 主要なキャスト
| 役者                                              | 日本語版の吹き替え | 登場人物                       | 人物の概要 |
| ------------------------------------------------- | ------------------ | ------------------------------ | --- |
| ジョー・フラニガン                                | 山野井仁           | ジョン・シェパード少佐、中佐   | 非常に優秀なパイロットで、「飛ぶのが嫌いなヤツはバカ」と豪語する。エンシェントの遺伝子を持っており、普通は意識を強く集中しないとエンシェントの技術を使用できないが、彼は触るだけで自然に使用できる。自らを犠牲にしてでも仲間を守ろうとするほど正義感が強くアトランティスに来てからもたびたび自爆作戦に志願している。ジェナイのコリア司令官を殺したことに関して罪悪感がありもし生きていたら何らかの形で復讐されるのではないかと心配している。レイスやエンシェントの軍艦に勝手に命名することが多くそのたびにマッケイに文句を言われる。喧嘩することもあるがマッケイとは非常に仲が良くカーレースやシミュレーションゲームをする仲。 |
| デヴィッド・ヒューレット                          | 遠藤純一           | メレディス・ロドニー・マッケイ | エリア51で働いていた天体物理学者で、アトランティス探検隊のチーフ科学アドバイザー。非常に優秀な物理学者、トラブルに直面するとパニックを起こすが、そのたびにアイデアを出し解決してきた。極度の心配性である他、柑橘アレルギー、閉所恐怖症、高所恐怖症、心内膜炎、腎結石、苺を食べると吐く等、劇中で語っている。好きな女性の前ではしどろもどろになったり、「天才」というイメージを持たせているが心の中では「お利口」と思っていたり、ナイーブな面も見せる。死の瀬戸際になると頭の回転がとても速くなる。シェパードたちからその能力を認められているが、物事を大げさに表現する癖があり、「できない」と言いつつ結局どうにかしたり、「できる」と言いつつ失敗したりもするため、よく発言を疑われる。カーターへの好意を抱いていたが、彼女がアトランティスの司令官に着任した時には既に別の恋をしていた。カーターの能力には敬意を持っているが、同じ物理学者としてライバル心も強い。カナダに妹がいて彼女も秀才でありマッケイを凌ぐ部分もある。「最後の男」ではシェパードの失踪後マッケイの計画を支援していたことを彼が語っている。 |
| レイチェル・ラトラル                              | 石塚理恵           | テイラ・エマガン               | アソス人のリーダー。レイスの遺伝子を持っており、レイスの存在を感じ取る力がある。交易をしていた関係上、多くの星に知り合いがいる。格闘術においてはシェパードよりも優れている面も見せる。ウィアーよりアトランティスの代理指揮官を任されることもあった。シーズン4中盤で妊娠が発覚する。しかし、この子供がレイスのDNAを持つ者との子供だったためマイケルに狙われ誘拐される（「助けを待つ命」で出産、救出される）。 |
| ジュエル・ステイト                                | 藤原美央子         | ジェニファー・ケラー           | シーズン3ラストにてアトランティスの医療チーフになる。シーズン4以降マッケイに気がありファイナルシーズンではマッケイと地球に帰る程の仲になる。 |
| ジェイソン・モモア                                | 酒井敬幸           | ロノン・デックス               | 7年間レイスのランナーとして追われているところをシェパードに助けられ、セティーダという名の故郷を滅亡させたレイスに復讐する為にアトランティスへ加わる。戦闘能力・サバイバル能力が非常に高い野性味溢れる男。使用する銃は非常に万能でシェパード、ティルクなどファンが多い。シーズン3で開発された「レトロウイルス」の実験には当初から反対だった。シェパードに「銃はスタンモードだ」と言われることが多いが軍人ではないため命令には従わないことも多い。 |
| ロバート・ピカード                                |                    | リチャード・ウールジー         | 元NIDメンバーでIOA査察官。度々ゲスト出演していたが、シーズン5からアトランティスの司令官となる。官僚的な面が強く規則に厳しい、孤独を自ら望んでいるようだが、実は非常に寂しがり屋な面も見せる。理想の女性像はオーストラリア人の科学者。 |
| トーリ・ヒギンソン、 第85話ではミシェル・モーガン | 吉沢希梨           | エリザベス・ウィアー           | スターゲイト SG-1シーズン7の終盤でSGCの司令官に任命されたが、南極のエンシェント砦における各国の調整役としてSGCを離れることになり、その席をオニールに譲る。その直後アトランティス探検隊を結成し指揮官となる。民間出身であるために、しばしばシェパード等軍人と意見が衝突する。シーズン3の最終話でアトランティスがアスランズのビーム兵器に攻撃された際、爆風で地面に打ちつけられ、昏睡状態に陥ってしまう。アスランズに襲われた際の体内ナナイツを再活性化し一命は取り留めたものの、体の半分がレプリケーターという状態になってしまう。「二つの運命」にて死亡したことが判明。 |
| アマンダ・タッピング                              | 鈴木弘子           | サマンサ・カーター             | 合衆国空軍大佐。（『スターゲイト SG-1』で、大尉から少佐、中佐へと昇進）パイロットであり、エンジニア、かつ理論天体物理学者である。第63話にて、アスランズとの一件で行方不明となったウィアーの後任としてIOAが選出しアトランティスの司令官に任命される。シーズン5最初話にてSGC帰還後アトランティス司令官解任を告げられる。 |
| ポール・マクギリオン                              | ヤスヒロ           | カーソン・ベケット             | シーズン 1-3でのアトランティスでの医療主任。スコットランド出身の為に訛りの強い英語を使う。少々マザコン気味。未知の化学物質の爆発から逃げられず死亡するも、マイケルの手でクローンとして再生され、シーズン4終盤に再登場する。しかしクローンであるため細胞が劣化しており治療方法がわかるまで冷凍された。 |
| レインボー・フランクス                            | 奈良徹             | エイデン・フォード             | 合衆国海兵隊中尉。後に半ばレイス化し、脱走兵となる。潜入したレイスのハイブシップが爆発するが、明確な死の描写はされておらず、シェパードも彼の生存を期待する台詞を述べている。シェパードは彼を救えなかったことを深く悔やんでいる模様。 |

### その他のキャスト
| 役者                               | 日本語版の吹き替え | 登場人物                     | 人物の概要 |
| ---------------------------------- | ------------------ | ---------------------------- | --- |
| ミッチ・ピレッジ                   | 津田英三           | スティーブン・コールドウェル | 合衆国空軍大佐。ダイダロス号艦長。トラストによってゴアウルドに寄生させられた折、アトランティスへのテロ攻撃を助けてしまうが、アスガードの転送ビームによりゴアウルドを取り除かれ、任務に復帰した。当初はアトランティス探検隊のやり方に反発を抱いたりしていたが後に彼らのやり方や考え方を理解する。                                                                               |
| デヴィッド・ニクル                 | 柳沢栄治           | ラデク・ゼレンカ博士         | アトランティス・チームのチェコ人科学者。当初、なかなかマッケイに名前を覚えてもらえずゼレムカといわれていた。科学者チームの副チーフでマッケイとは口げんかが絶えない。一度マッケイに命を救われたことがある。アトランティスの自爆システムが暴走した時に電源を切ることを自ら志願するなどが責任感も強い。劇中で彼がチェコ語を話す場面がしばしばあるが、これは俳優のアドリヴらしい。 |
| ディーン・マーシャル               | 芹澤孝臣           | ベイツ軍曹                   | アトランティスの保安主任で頑固。テイラと共に行動すると必ずレイスが現れることからテイラをスパイではないかと疑っていた。そのせいで一部のメンバーからは嫌われるが彼の指摘することは正しいことも多い。アトランティスに侵入したレイスに襲われ意識不明になり、怪我が元で空軍を退役した後、IOAの危機管理部門で働いている。                                                            |
| クレイグ・ヴェローニ               | 原田晃             | ピーター・グローディン博士   | アトランティスのシステム関連の管理を担当。レイス侵攻時にエンシェントの人工衛星でレイス母船破壊の操作をしていたが攻撃され死亡。 |
|                                    |                    | チャック軍曹                 | 常にコントロールルームにいて、主にゲイトのアドレス入力を担当する。 |
| ケイヴァン・スミス                 | 上田燿司           | エヴァン・ローン少佐         | 元SG-11のメンバー。ウィアーたちが地球へ戻った際の増員メンバーとしてアトランティスへ。シェパードのチームの次に活躍するチームのリーダー。絵を描くのが好きでアトランティスでも暇なときに描いている。「最後の男」ではシェパード失踪後SGCの将軍になっていることがわかった。SG-1 7-7「聖なる鉱山」にも同じ役で登場。                                                                 |
| ケイト・ヒューレット               |                    | ジーニー・ミラー             | 理論物理学者。ロドニー・マッケイの妹で、マッケイのことをメルと呼ぶ。結婚して1人娘がいる。第3シーズンから登場。なお、演じているケイト・ヒューレットはロドニー・マッケイを演じているデヴィッド・ヒューレットの実妹である。 |
| ロバート・デヴィ                   |                    | アカスタス・コリア司令官     | ジェナイ軍の司令官、シーズン1でアトランティスを制圧しようとしたが失敗。シーズン2では失踪を遂げるも、シーズン3で復活し、シェパードを拷問したり、アトランティスチームに不意打ちを仕掛けた挙句、シェパードに射殺された。シーズン5で1話のみ登場。なお、ジェナイ軍の階級はアメリカ海軍の階級に基づいているため、司令官ではなく中佐である。                                          |
| マイケル・ビーチ                   |                    | エイブラハム・エリス大佐     | 合衆国空軍大佐、ダイダロス級4番艦アポロ号の艦長、かなり固い軍人。 |
| ベン・コットン                     |                    | カバナー博士                 | 探検隊の科学者、もとはSGCの所属であったが探検隊に志願する。人付き合いが悪くかなりひねくれた性格であり、そのためアトランティスでは友達は一人もいない。シーズン1後半で地球に送ったビデオレターではウィアーの事をかなり批判していた。 |
| デヴィッド・オグデン・スティアーズ |                    | オベロス                     | アスランズのリーダ的存在。エンシェントが作った最初のレプリケータ。 |
| クリストファー・ハイアーダール     |                    | トッド                       | コリアに囚われていたレイス。シェパードと協力し脱出した。シーズン4で再び登場しアトランティスと協力しレプリケーター抹殺計画に参加する。しかしその一方でアトランティスのコンピューターから「ミッドウェイステーション」の情報を盗んだことがある。 |
| コナー・トリナー                   | 松本保典           | マイケル                     | レトロウイルスの実験用に捕えられたレイス。シェパードからマイケル・ケンモアという名を与えられていた。実験の後遺症から、レイスや人間から拒絶されたため、人間で合成獣軍団を作り報復を企てた. |

## 用語
アサーラン（ペガサスレプリケーター）エンシェントが対レイス用に開発したペガサス銀河におけるレプリケーター。エンシェントが生命エネルギーを吸い取るレイスに対抗する為に作り上げたが、エンシェントが望んだ通りに動かず、危険を感じたエンシェントによって破壊される。しかし一部が生き残り、1万年の間に数百万にも増殖している。自分たちを破壊しようとしたエンシェントに対して深い憎しみを抱いている。シェパード達が接触したことにより、アトランティスが無事であることを知り、復讐として破壊しようとする。彼らはナナイツ（攻撃的ナナイト）の集合体である。指導者はオベロス。アサーラスという惑星を母星として住んでいる (M7R-227)。アトランティスに似た都市がある。アトランティスにそっくりな都市型宇宙船と、オーロラ級バトルシップなどを多数保有している。レイスを殺し、エンシェントを殺せないようにプログラミングされていたが、前者はレイスにより、後者はマッケイがプログラムを書き換えたことにより無効となっている。シーズン4でマッケイらの活躍により、対レイスコマンドが再発動し、大艦隊を率いてレイスに戦いを挑むが、やがて「食料を絶てばレイスは死滅する」という考えに至り、人類の住む星々への攻撃を始め、大勢の犠牲者を出す。それにより、アトランティスはレイスと共に戦い、ベースコードを書き換えざるを得なくなってしまう。
アトランティスエンシェントが作った空飛ぶ都市型宇宙船。アトランティスを参照。
アトランティス探検隊12を越す国から全員が志願して集まった探検隊。メンバーは200人ほどで、ほとんどが科学者。リーダーはウィアー博士。しかし彼女がアサーラスとの戦闘で行方不明になったため、一時的にシェパード中佐が司令官代理となり、後にカーター大佐、ウールジーが正式な後任となる。
アドレス7つのシェブロンで構成される。別銀河のゲイトにアクセスする時はその銀河を示すシェブロンが必要となるため、アドレスは計8つになる。
宇宙4大種族アスガード、ノックス、ファーリングス、エンシェント
エンシェントの遺伝子エンシェントの性質を受け継いだ遺伝子。この遺伝子を持つ者はエンシェントのテクノジーと交信できるが、その数は一握りしかいない。遺伝子治療技術の応用でエンシェントの遺伝子を取り込むことが出来る（ATA治療）が成功率は48%である。
刈り取りレイスがエサである人間を収穫すること。大抵スターゲイトからダーツで星を訪れ、転送ビームで人間を吸い上げる。
ジェナイアソス人が何年も交易を続けてきた種族。純朴な農耕民族のように見せかけ、地下の巨大掩ぺい壕で科学研究を行っていた。自己中心的で傲慢な種族。アトランティスと対立し、一時的にアトランティスを占拠した事件があったが、ジェナイ政府に同意見を持たないコリア司令官の部下ラドンが反乱軍を結成し、後に同盟関係に。
ゼロ・ポイント・モジュールエンシェント技術の動力源。亜空間からエネルギーを引き出す。SG-1が南極で見つけた防衛兵器もこれで動く。アスランズは自ら作り出すことが可能である。登場人物の多くはアメリカ式発音で「ズィー・ピー・エム」と発音するが、マッケイ博士はカナダ出身のため「ゼッド・ピー・エム」と発音し、そのことが物語の中でネタになることがある。日本語吹き替え版では、マッケイ博士は「ゼロ」にこだわって「ゼロ・ピー・エム」と呼んでいるという設定になっている。
高みの存在より進化した存在である純粋なエネルギー体となった者たちのこと。普通は何世代もかけて超能力を持つようになり、さらに肉体が必要なくなって、純粋なエネルギー体へと進化するが、高みの存在の助けがあれば、普通の人間でも高みの存在になることが出来る。高みの存在は非常に強力な力を持つが、全知全能というわけではない。高みの存在となったエンシェントたちのことを「アザーズ」と呼ぶことがある。
タラニスエンシェントが休火山のカルデラ内に作った基地に住む人々（レイスとの戦争中に造られた基地）。シールドを1年間フルパワーにしていたため、エネルギー源の火山が眠りから覚め、アトランティスに助けを求める。格納庫内にオーロラ級ヒパホラルカス（オリオン）が1隻あり、支援の見返りにアトランティスに貸与する。他の星に移住するが、シーズン3でマイケルの生体実験の餌として全員が殺される。
トラベラーレイスの刈り取りを逃れるために宇宙へと飛び出した人々。宇宙船不足に悩んでいるが、ペガサス銀河に住む人類の中では最も高いと思われる科学水準を有しており、宇宙船で交易相手の星を訪れて物資を調達している。ラーリンの指揮するオーロラ級戦艦1隻を含め、ハイパードライブを搭載した宇宙船を多数保有している。レイス、アトランティスとの合同作戦でも活躍した。
ナクアダ・ジェネレーターナクアダを利用した発電機。アトランティスではエネルギーの枯渇したZPMに代わって用いられていたが、ZPMを入手してからはバックアップ用として使われている。
ペガサス銀河エンシェントの失われた都市“アトランティス”がある。地球が存在する天の川銀河から約300万光年離れている。
ミッドウェイ・スペースステーション（マッケイ・カーター・インターギャラクティック・ゲイトブリッジ）天の川銀河とペガサス銀河の間の宇宙空間に存在する宇宙基地。二つの銀河の架け橋の役割を持っている。基地内には天の川銀河とペガサス銀河で使用されているスターゲイトが一つずつ配備されている。アイリスは設置されていない。両銀河間は移動距離が長いためゲイトとゲイトをリレーする必要があり、34個のゲイトが設置されている。この移動にはZPMを必要としないため、貴重なZPMのエネルギーの節約にもなる。また、システムはスターゲイトの原理を応用したものでありダイヤル前には特殊なマクロをアップロードする必要がある。カーターの考えでマッケイらが作成した。移動にかかる時間は約30分。シーズン3では未完成で外郭だけだったが、シーズン4開始時点では完成していた。シーズン4後半でレイスの奇襲を受け、結果的に自爆した。
ランナーレイスのハンターに追われる人間。背中に追跡装置を埋め込まれているため、どこへ逃げても見つかってしまう。娯楽目的か、戦闘訓練なのか、レイスが人間をランナーに仕立てて狩る理由は不明。
レイスペガサス銀河の食物連鎖の頂点に立つ好戦的なエイリアン。人間の生命エネルギーを餌としている。エンシェントの実験ミスで原生昆虫（イレイタス・バグ）が人間のDNAを取り込み生まれたと考えられている。生命力が非常に強く長命で、1万年以上生きている個体も多い。数が非常に多いため、エンシェントは個々の戦いには勝利できても、戦争としては敗北することとなった。シーズン4ではアスランズの母星を破壊するために地球人と協力するが、その際アサーラスのZPMを複数盗み出した。レイスのテクノロジーは生物由来で、他の種族と全く異なっており、ZPMのような巨大なエネルギーを発生させる技術を持たないのが欠点である。そのため、広範囲のシールド技術が無く、ダーツやクルーザー、母艦にはシールドは装備されていないが、有機体ベースの船体により自己修復が可能。また、クルーザー、および母艦にはハイパースペースジェネレーターが搭載されているが、アスガード製やエンシェント製ジェネレーターと比べて性能が劣っており、銀河間航行には向かない。また船体がハイパースペースの放射能に弱く、一定期間ハイパースペース航行をした後通常空間に出て休む必要がある。

## 兵器

### 地球
F-302X-302の量産機。機動性能こそデス・グライダーに劣るものの南極大空戦ではSG-1を守り抜き、レイスの無敵艦隊やダーツに対して有効な戦力としてアトランティスに配備されるなど、多方面での活躍が見受けられる。空対空ミサイルが6発と機銃若しくは機関砲が装備されている。
P-90SG-1およびアトランティスの主装備である火器。形態区分はサブマシンガン、正確にはPDWである。
ダイダロス米軍が開発した新型巡洋戦艦でプロメテウスの後継艦（正式名BC-304）。より高度なエイリアンのテクノロジーと経験から学んだ改良を加えて再設計され、プロメテウスよりもかなり進化している。ZPMで出力を上げれば地球からアトランティスまで本来18日のところを4日で到達できる。F-302を16機搭載。アスガードのハーミオドが乗船。ただしSG-1のシーズン10の第20話より時間軸が後になる話では、アスガード種族は滅んでいるためハーミオドが乗船していない。シーズン4でアポロと共にアスガードの新型プラズマビームを搭載した。

### レイス
クルーザーレイスの巡洋艦でハイパードライブ機能を備えている。
ダーツレイスが使う局地戦闘機の呼称。ダーツ状のためアトランティス・チームからはこう呼ばれている。パドルジャンパー同様に機内からゲイトを開けることができ、そのまま通ることができる。一人乗りで窓が無いため機内のコンピューターで操作する。ただコンピューターはレイスの言葉で書かれているためダーツを操縦できるのは以前にマッケイの翻訳機を搭載したダーツを操縦したことがあるシェパードなど少数しか居ない。
レイスの母艦レイスの戦艦。銀河間航行には向かないもののハイパードライブを備えている。シールドは無いが有機体で出来ているため壊れた箇所の修復が容易。大量のダーツを収納できる格納庫を持っている。エネルギー効率の悪さが弱点である。ジャミング装置がありアスガードのビームは通用しない。母船には一人女王が居て命令を下している。

### エンシェント
アトランティスエンシェントが作った空飛ぶ都市型宇宙船。一万年前に海中に沈められアトランティス探検隊によって発見された。元は地球の南極にあったが、生命体のない銀河に新しい命を広めようと考えたエンシェントが、数百万年前にペガサス銀河へ移転させた。同様の船が他にもいくつか存在する。もともとエンシェントが定住と植民地の拡大のために建設した巨大都市兼宇宙船である。本作で舞台となるものはペガサス銀河に存在し、惑星ランティアの海上に存在していた。第1話ではレイスから攻撃を防ぐために海中に沈めてあった。約一万年前、エンシェントはレイスとの戦いに数の差で敗れ、ほとんどがかつての故郷である地球にスターゲイトで避難し一部は高みに昇り一部は人間の身体で生きた。その際エンシェントは、子孫がアトランティスを見つけること考慮し、三本のZPMを動力源に残してシールドを起動状態でアトランティスをランティアの海底へ沈めた。アトランティスはメインタワーから放射状にのびた6つの埠頭と、その上に建造された無数の構造物からなる。スターゲイトはメインタワーの上部に設置され、多くの主要なシステムもメインタワー又はその周辺に設置されている。ビームテクノロジーを利用したトランスポーターが設置され、エレベーターのような役割を果たす。アトランティスには全部で16台のトランスポーターが設置されている。アトランティスの中心部にはZPMルームが設置されており、最大3つのZPMの格納が可能である。地球に似たブレーカーが6つ壁に設置してある（縦に2つ横に3つ）。シーズン2にダイダロスが運ぶZPMがくるまでは5台のナクアダジェネレーターでアトランティスにパワー供給をしていた。メインタワーなのどにはパワー供給はできたが一部にはパワー不足でパワーが送れなかった。その他には食堂、メインタワージャンパー格納庫、水中ジャンパー格納庫、ホログラムルーム、居住区画、医療区画、秘密の部屋、テラス、ミーティングルームやトレーニングルームなども設備されている。メインタワーのゲイトルームはステンドグラスになっており、アサーランではグラス部が開閉可能となっている。アトランティスのドアはほとんどが自動になっており、プライベートな部屋ではドアの前に人が立つとアラームが鳴る。ドアの横に設置された3つの制御クリスタルに手のひらをかざすと開閉する仕組みで、閉鎖されたドアも最下部のクリスタルで上の二つをブリッジするという方法で開けることができる。都市にはコントロールチェアーが設置されており、ほとんどのシステムはこれで操作可能である。又、アトランティスは落雷に耐えられるように多数の避雷針と4つのアースステーションが存在する。目立った武器はなく、ドローン以外の武器は使用されていないが地球人はレールガンを設置している。シールドは10個のシールド発生器から形成され、一つだけでも都市を守ることができるという。ただし十分なエネルギーが必要で、ナクアダジェネレーターなどでは不足である。本来は装備されていなかったが、マッケイがジャンパーのステルス装置を拡張し、シールドと切り替えて都市全体の姿を隠蔽することが可能となった。しかし、シールドから切り替えて隠蔽しているため、隠蔽中にシールドは機能しない。星間航行システムには19基の亜光速エンジン兼ハイパードライブエンジンが装備されスタードライブと呼ばれている。敵の攻撃などの理由でたびたび停泊する惑星を変えてきたが、アトランティス シーズン5 20話ではスーパーハイブシップによる地球刈り取りを阻止するためマッケイ博士が研究していたワームホールドライブを使い、数百万年ぶりに地球に帰還した。
エンシェントの制御椅子アトランティス級の移動都市や地球にあるエンシェントの砦などに装備されている椅子型のプラットフォーム。ドローンやアトランティスを制御できる。エンシェントの遺伝子がこの装置を動かす為のキーになっている。
オーロラ級戦艦エンシェントの主要宇宙戦艦。オーロラ、ヒパホラルカス（オリオン）、トリア、トラベラーのオーロラ級戦艦などが確認されている。また同型艦をアサーランに住むペガサスレプリが多数保有している。オーロラはレイスとの戦争時、レイステクノロジーに関する弱点を発見し、その情報をアトランティスへ持ち帰ろうとしていたが叶わず。アトランティスはヒパホラルカスを手に入れオリオンと名付けるが、レイスの母船をドローンで撃沈した後、ドローンからパワー転換をシールドに転換する前にもう一隻に破壊される。トリアは1万年前ペガサス銀河から天の川銀河へ撤退する際に、ハイパースペースジェネレーターが故障し光速で帰還途中に両銀河の間でダイダロスに発見された。100名以上のエンシェントが搭乗していたがペガサスレプリに殺害された。
ドローンエンシェントの遠隔操縦ミサイルのこと。アトランティスやオーロラ級戦艦、パドルジャンパーに装備されている。地球の南極にあるエンシェントの砦にもドローンがある。だがアヌビスとの戦いで残量が少ない。宇宙での使用が前提のようなので形は銃弾のような形ではなくイカやタコに近い形をしている。使い捨てではなく、攻撃が終わったら母艦に帰還する仕組みだが、作中で消耗していることから攻撃の際に破壊されることが多いようである。
パドルジャンパーエンシェントが作った小型宇宙船。サイズは両舷のドライブポッドを収納すればスターゲイトを通れるようコンパクトに作られている。シールドのほかステルス機能が付いており、肉眼はもちろんレイスのスキャナーすらごまかすことができる。ただしシールドとステルス機能の併用はできない。アサーランのレプリは「ゲイトシップ」と呼んでいる。